# Edon (Ohio)
Edon – wieś w USA, w stanie Ohio, w hrabstwie Williams.
Liczba mieszkańców w 2000 roku wynosiła 898.